# Eugenia xystophylla
Eugenia xystophylla är en myrtenväxtart som beskrevs av Otto Karl Berg. Eugenia xystophylla ingår i släktet Eugenia och familjen myrtenväxter. Inga underarter finns listade i Catalogue of Life.